# Ryszard Per
Ryszard Per (ur. 25 września 1954 w Krakowie, zm. 22 listopada 2022 tamże) – polski piłkarz grający na pozycji stopera i lewego obrońcy.

## Życiorys
Karierę rozpoczął w Cracovii. Już w wieku 16 lat zadebiutował w II lidze. W latach 70. wielokrotnie występował w reprezentacji juniorów (19 meczów) i młodzieżowej U-23 (10 meczów). Z U-18 zdobył brązowy medal nieoficjalnych mistrzostw Europy 1972. W sezonie 1973/74 przeniósł się do mieleckiej Stali, gdzie rozegrał 158 meczów (w tym 128 w I lidze, w PP 15 meczów, w Pucharach Europy 10 meczów i w Pucharze Ligi 5 meczów) i wraz z nią zdobył mistrzostwo Polski w 1976. W 1978 wrócił do Cracovii, gdzie grał jeszcze 1,5 roku, po czym skończył karierę piłkarską w wieku 26 lat.
Później był trenerem Naprzodu Jędrzejów (1980/81) i Słomniczanki (1981/82), a w latach 1983–1985 sędziował w III lidze.